# Kerrin Lee-Gartner
Kerrin Anne Lee-Gartner, kanadska alpska smučarka, * 21. september 1966, Trail, Britanska Kolumbija, Kanada.
Kerrin Lee-Gartner je nastopila na treh olimpijskih igrah, v letih 1988 v Calgaryju, 1992 v Albertvillu in 1994 v Lillehammerju. Uspeh kariere je dosegla na igrah leta 1992, ko je postala olimpijska prvakinja v smuku. V svetovnem pokalu se je štirikrat uvrstila na stopničke v smuku in dvakrat v superveleslalomu. V sezoni 1992/93 je osvojila tretje mesto v smukaškem seštevku.